# Černvír
Černvír (in tedesco Tschernwir) è un comune della Repubblica Ceca facente parte del distretto di Brno-venkov, in Moravia Meridionale.